# Nyborgs amt
Nyborgs amt (danska: Nyborg Amt) var ett amt i södra Danmark. Amtet omfattade den sydöstra delen av ön Fyn samt ett antal närliggande öar som Tåsinge, Thurø, Lyø, Avernakø, Drejø och Strynø. Utöver residensstaden Nyborg, omfattade det även städerna Fåborg och Svendborg.

## Administrativ historik
Nyborgs amt bildades när Danmarks län ersattes av amt 1662 och ersatte då det dåvarande slottslänet Nyborgs län.
Amtet upphörde i samband med amtsreformen 1793 då det, tillsammans med Tranekærs amt, blev en del av det då nybildade Svendborgs amt, som sedan i sin tur blev en del av Fyns amt i samband med kommunreformen 1970. Sedan kommunreformen 2007 tillhör området Region Syddanmark.

## Härader
Nyborgs amt omfattade fyra härader:
- Gudme härad
- Sallinge härad
- Sunds härad
- Vindinge härad

Dessutom hörde den östra delen av Bjerge härad (halvön Hindsholm med socknarna Dalby, Mesinge, Stubberup och Viby) till Nyborgs amt.